# Utsira
Utsira és un municipi situat al comtat de Rogaland, Noruega. Té 200 habitants (2016) i la seva superfície és de 6,32 km². El centre administratiu del municipi és el poble homònim.